# Castrelo de Cima
Castrelo de Cima (llamada oficialmente Santa María de Castrelo de Cima) es una parroquia y un lugar del municipio español de Riós, en la provincia de Orense, Galicia.

## Etimología
El topónimo de Castrelo ("pequeño castro"), así como algunos objetos encontrados en los alrededores de la población podrían indicar una continua presencia humana desde época romana. El topónimo es compartido por la parroquia vecina de Castrelo de Abajo.

## Historia
Entre 1812 y 1835 esta parroquia formó parte del municipio de Castrelo, siendo su sede municipal, pero a partir de 1835 pasó a formar parte del municipio de Riós, que surgió con la unión de los anteriores municipios de Riós y Castrelo.

## Geografía física
La parroquia y el conjunto del municipio de Riós, posee un marcado clima mediterráneo de montaña y alberga algunas especies de flora: encina (Quercus ilex ssp. rotundifolia), escornacabras (Pistacia terebinthus), Arce de Montpelier (Acer monspessulanum) y fauna: abejaruco (Merops apiaster), golondrina dáurica (Hirundo daurica), carraca (Coracias garrulus), salamanquesa común (Tarentola mauritanica), especialmente raras en Galicia.

## Organización territorial
La parroquia está formada por seis entidades de población, constando cinco de ellas en el nomenclátor del Instituto Nacional de Estadística español:
- As Lapedas
- Castrelo de Cima
- Covelas
- Mourisco (O Mourisco)
- Sampayo (San Paio)
- Veiga de Seixo (A Veiga do Seixo)

## Demografía

### Parroquia
| Gráfica de evolución demográfica de Castrelo de Cima (parroquia) entre 2000 y 2023 |
|                                                                                    |
| Datos según el nomenclátor publicado por el INE.                                   |

### Lugar
| Gráfica de evolución demográfica de Castrelo de Cima (lugar) entre 2000 y 2023 |
|                                                                                |
| Datos según el nomenclátor publicado por el INE.                               |

## Patrimonio
La iglesia parroquial de Santa María de Castrelo de Cima es del siglo XVIII. El retablo, de la misma época, tiene de interés la talla en madera de la patrona y una cruz procesional del siglo XVII. Cabe destacar que el retablo fue restaurado en el 2005 y ahora se encuentra en un estado inmejorable.

## Festividades
Las fiestas parroquiales se celebran en torno a los días 7, 8 y 9 de septiembre en honor de Nuestra Señora de los Remedios, patrona de la parroquia. En la fiesta se celebra el ritual de la Queimada, instaurado en la década de 1970 y que constituye un intento de recuperar y ensalzar una serie de costumbres y festividades autóctonas, a la vez que se impulsan las fiestas patronales, por lo que se celebra el tercer y último día de las fiestas.
En el pueblo existía un carnaval tradicional con máscaras y trajes típicos ("vellarróns") en Castrelo de Cima y Veiga de Seixo, aunque desaparecieron hace varias décadas. Actualmente el municipio de Riós patrocina la recuperación de estas vestimentas en el marco de los carnavales de la comarca de Verín.
Estos trajes de carnaval llevan una careta de cartón duro, donde resalta una afilada nariz con bigote y barba hechos de lana de oveja de color negro; espesas cejas; una blanca dentadura y unas grandes orejas de papel. El traje consta de una camisa de algodón con lazos de once colores y un calzón con flecos coloreados. Y los complementos son una pañoleta blanca, faja, botas, pololos y un palo.
La diferencia principal entre el traje de Castrelo y el de Veiga consistía en que en el primer caso el traje llevaba tiras de tela mientras que en el segundo estas tiras eran de papeles.